# ميك باكر
ميك باكر (بالإنجليزية: Mick Packer)‏ هو لاعب كرة قدم بريطاني في مركز الدفاع، ولد في 20 أبريل 1950 في ويلسدن ‏ في المملكة المتحدة. لعب مع كولتشستر يونايتد ونادي كرو ألكساندرا ونادي واتفورد.